# ينينجا
ينينجا هي أميرة أسطورية تُعتبر أم لشعب موسي في بوركينا فاسو. كانت ينينجا محاربة شهيرة أسس ابنها ويدراوغو ممالك الموسي.

## سيرتها الذاتية
كانت يينينجا ابنة نيديجا ملك مملكة داغومبا في أوائل القرن الثاني عشر في شمال غانا. كانت ينينجا أميرة جميلة ومحبوبة حاربت منذ أن كانت في سن الرابعة عشر في معركة من أجل والدها ضدالشعب الماندينغي. كانت ينينجا مقاتلة ماهرة في استخدام الرماح والأقواس وقادت كتيبتها الخاصة. كانت يينينجا مقاتلة مهمة عندما وصلت إلى سن الزواج لذا رفض والدها اختيار زوج لها أو السماح لها بالزواج. وللتعبير عن عدم رضاها عن قرار والدها، زرعت ينينجا حقل القمح وتركته يتعفن بعد أن نما. أوضحت لينينجا لأبيها أن هذا هو شعورها بسبب عدم قدرتها على الزواج. لم يؤثر ذلك الأمر في نديجا وحبس ابنته.
ساعد أحد فرسان الملك يينينجا عل الفرار من محبسها. قُتل رفيقها أثناء مهاجمته من قِبَل ماليكينس وترُكت ينينجا وحدها. واصلت ينينجا طريقها إلى الشمال. وفي إحدى الليالي، عندما كانت مرهقة من عبور النهر التقت ينينجا بأحد صائدي الفيلة يُسمى ريال. وقع ريال في الحب مع ينينجا عندما شاهدها لأول مرة. أنجب يينينجا وريال ابنًا أسمياه ويدراوغو، وهو ما يعني «الرجل» و يُستخدم بكثرة في بوركينا فاسو. أسس ويدراوغو مملكة الموسي.

## تراثها
تعتبر مملكة الموسي يينينجا أمًا لإمبراطوريتها ويمكن العثور على العديد من تماثيلها في عاصمة بوركينا فاسو واغادوغو. تُمنح جائزة حصان ينينجا الذهبي (Étalon de Yennenga)، كأول جائزة في المهرجان الأفريقي للسينما والتلفزيون FESPACO). يطلق على فرييق منتخب بوركينا فاسو لكرة القدم «منتخب الخيول» في إشارة إلى خيول يينينجا. منذ عام 2017، يجري تنفيذ مشروع لمدينة جديدة بالقرب من واغادوغو سيُطلق عليها اسم ينينجا.